# Nationaal Landschap Drentsche Aa
Het Nationaal Landschap Drentsche Aa is een van de 20 Nationale landschappen in Nederland, die in 2005 door het ministerie van VROM zijn ingesteld. Het ligt grofweg in de driehoek Beilen, Borger en Haren. De huidige omvang is 31.823 ha. Het Nationaal beek- en esdorpenlandschap Drentsche Aa dat in 2002 is ingesteld als Nationaal Park maakt deel uit van het Nationaal Landschap. Het Overlegorgaan Nationaal Park Drentsche Aa gebruikt vanaf medio 2019 niet meer de naam ‘Nationaal beek- en esdorpenlandschap Drentsche Aa’ maar de naam 'Nationaal Park Drentsche Aa' voor het hele Drentsche Aa-gebied, van het brongebied in boswachterij ‘Hart van Drenthe’ tot de benedenloop in Groningen.
Als belangrijkste kenmerken voor het gebied beschouwt men het kleinschalig landschap, de vrij meanderende beken en de samenhang van essen, bossen, heides en moderne ontginningen.
Binnen en buiten het deel van het nationaal landschap dat tevens de status van Nationaal Park heeft krijgen het natuur- en cultuurlandschap ongeveer evenveel aandacht.

## Landschap

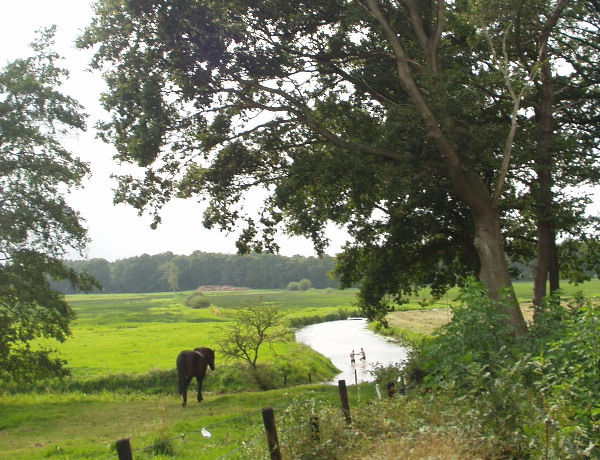
Drentsche Aa nabij de Kymmelsberg

Het Nationale Landschap ligt in het stroomgebied van de Drentsche Aa. Deze beek is een van de weinige in Nederland waarvan de loop nauwelijks door de mens is beïnvloed, al zijn hier grote delen van het gebied ook onderworpen aan ruilverkaveling en ontwatering om de landbouw efficiënter te kunnen laten verlopen. Veel houtwallen zijn bewaard en enkele heidevelden, waaronder het voormalig militair oefenterrein Balloërveld, bleven gespaard van ontginning als landbouwgrond of bebossing. Het gebied is rijk aan schilderachtige esdorpen met hun Saksische boerderijen. Het gebied geldt als het best bewaarde beekdallandschap van West-Europa en in Nederland is het in 2002, samen met het Limburgse Geuldal, uitgeroepen tot mooiste landschap van Nederland.
Binnen het gebied zijn verschillende archeologische monumenten, zoals grafheuvels, hunebedden en celtic fields. Tussen Anloo en Schipborg ligt het archeologische reservaat De Strubben-Kniphorstbosch. Daarnaast zijn er diverse bossen te vinden, waarvan de boswachterij Gieten-Borger het grootste is.

## Gebruik
In het gebied werken vele boeren. Een aantal is verenigd in een agrarische natuurvereniging  die zich wil inzetten voor het landschap en het behoud van een economisch volwaardige landbouw in het Drentsche Aa gebied.
Daarnaast is het ook toeristisch van groot belang. Toeristische bezienswaardigheden zijn onder meer:
- het Boomkroonpad (boswachterij Gieten-Borger), een 125 meter lang op een hoogte van 7 m gelegen pad van bruggen tussen boomtoppen.
- diverse hunebedden, zoals de zogenaamde tweeling: de hunebedden D17 en D18 bij Rolde.
- het uitkijkpunt bij Schipborg bij het voormalig stuifzandduin de Kymmelsberg.

Binnen het landschap ligt ook het voormalig Kamp Westerbork, bij het dorp Hooghalen en de Radiosterrenwacht Westerbork. De belangrijkste dorpen in het gebied zijn Zuidlaren, Gieten, Eelde en Rolde.

## Beheer en bestuur
Een groot deel van het gebied is in beheer bij Staatsbosbeheer. Door de minister van LNV is in 2003 het Overleg Orgaan geïnstalleerd voor het Beek- en Esdorpenlandschap. Onder het motto Behoud door ontwikkeling moet dit Overlegorgaan proberen de vele belangen in het Drentsche Aa-gebied integraal te behartigen. Een Beheers- en Ontwikkelingsplan is daarvoor de door alle betrokkenen aanvaarde basis.